# Каменка (Ромодановський район)
Ка́менка (рос. Каменка, ерз. Каменка) — село у складі Ромодановського району Мордовії, Росія. Входить до складу Константиновського сільського поселення.

## Населення
Населення — 45 осіб (2010; 50 у 2002).
Національний склад (станом на 2002 рік):
- росіяни — 96 %